# Dywizja piechoty
Dywizja piechoty (DP) – związek taktyczny wojsk lądowych, składający się z brygad lub pułków. 
W 1939 roku skład liczebny dywizji piechoty państw europejskich przedstawiał się następująco: dywizja brytyjska około 13 000 żołnierzy, dywizja francuska około 16 000 żołnierzy, dywizja niemiecka około 17 000 żołnierzy, dywizja polska około 16 000 żołnierzy i dywizja włoska około 13 000 żołnierzy.
Według etatu z 1919 roku zakładano, że polska dywizja ma liczyć 22 000 żołnierzy i składać się z 2 brygad piechoty po 2 pułki trzy batalionowe, kawalerii dywizyjnej i brygady artylerii.